# Heteroporidae
Heteroporidae is een monotypische familie van mosdiertjes (Bryozoa) uit de orde van de Cyclostomatida.

## Geslacht
- Heteropora de Blainville, 1830

Niet geaccepteerde geslachten:
- Nodicrescis d'Orbigny, 1854 → Heteropora de Blainville, 1830
- Thalamopora von Hagenow, 1846 → Heteropora de Blainville, 1830